# Knopön
Knopön är en ö i Finland. Den ligger i Skärgårdshavet och i kommunen Raseborg i den ekonomiska regionen  Raseborg i landskapet Nyland, i den sydvästra delen av landet. Ön ligger omkring 100 kilometer väster om Helsingfors.
Öns area är 30,4 hektar och dess största längd är 1,4 kilometer i sydväst-nordöstlig riktning. Ön höjer sig omkring 40 meter över havsytan. I omgivningarna runt Knopön växer i huvudsak barrskog.